# Roxana Anghel
Roxana Anghel (n. 1 ianuarie 1998, Câmpulung Moldovenesc, Suceava, România) este o canotoare română, medaliată cu aur si argint olimpic la Paris 2024.

## Carieră
Cu echipajul de 8+1 a câștigat medalia de aur la Campionatele Europene din 2019.. În 2021 a reprezentat România la Jocurile Olimpice de la Tokio.
Împreună cu Ioana Vrînceanu a luat titlurile europene din 2023 și 2024 în proba de dublu rame. La Campionatul Mondial din 2023 au obținut medalia de bronz. La Jocurile Olimpice de la Paris din 2024 au câștigat medalia de argint. Iar în proba de 8+1 au cucerit medalia de aur.

## Disctincții
- 2024 - Ordinul Național Pentru Merit în grad de Cavaler[8]
- 2025 - Cetățean de onoare al Craiovei[9]